# Аксельрод, Джулиус
Джу́лиус А́ксельрод (англ. Julius Axelrod; 30 мая 1912, Нью-Йорк — 29 декабря 2004, Роквилл, Мэриленд) — американский биохимик и фармаколог. Лауреат Нобелевской премии по физиологии и медицине (1970, совместно с Бернардом Кацем и Ульфом фон Эйлером) за «открытия, касающиеся гуморальных передатчиков в нервных окончаниях и механизмов их хранения, выделения и инактивации».

## Биография
Родился в Нью-Йорке (США), в семье еврейских иммигрантов из Польши. Окончил Сити-колледж в Нью-Йорке. В 1933 году получил звание бакалавра. Работал микробиологом и химиком на кафедрах Нью-Йоркского университета. В 1941 году получил степень магистра. С 1946 года работает в научно-исследовательском отделе Нью-Йоркского университета при госпитале им. Голдуотера, где проводил биохимические исследования. Через три года продолжил работу в Национальном кардиологическом институте в штате Мэриленд. В 1955 году Аксельрод получил докторскую степень и возглавил отдел фармакологии одной из лабораторий Национального института НИПЗ.
К этому времени уже были открыты вещества, играющие роль медиаторов — адреналин, норадреналин, дофамин, ацетилхолин, серотонин. Но свойства этих веществ ещё не были изучены. Очень мало было известно о метаболизме адреналина и норадреналина. Дж. Аксельрод занимался изучением нейромедиаторов после поступления в НИПЗ. Ему удалось выделить два важнейших фермента, отвечающих за распад вышеуказанных медиаторов. Вопреки уже сложившимся представлениям, Аксельрод показал, что конечным этапом передачи нервного импульса с помощью катехоламинов служит их обратное всасывание в пресинаптическое волокно.
Им и его сотрудниками было доказано квантовое выделение норадреналина из накопительных пузырьков. Работы Дж. Аксельрода уточнили механизм действия психотропных веществ, используемых для лечения шизофрении, маниакальных и депрессивных состояний. Он обнаружил, что такие вещества как кокаин и резерпин, участвуют в обмене катехоламинов, изменяя, в частности, содержание медиатора в пузырьках и скорость его выделения. В конце 1960-х годах Аксельрод изучает влияние медиаторов на выработку гормонов. Его работы продвинули исследования причин психических расстройств.
Дж. Аксельрод был в числе подписавших «Предупреждение учёных человечеству» (1992).

## Награды и признание
- 1967 — Международная премия Гайрднера
- 1970 — Нобелевская премия по физиологии или медицине совместно с Бернардом Кацем и Ульфом фон Эйлером, «за открытия, касающиеся гуморальных передатчиков в нервных окончаниях и механизмов их хранения, выделения и инактивации»
- 1973 — Премия Торальда Соллмена Американского общества фармакологии и экспериментальной терапии[англ.][10]
- 1978 — Плакетка Шмидеберга[нем.]
- 1992 — Премия Ральфа Джерарда[нем.]
- Премия Университета Джорджа Вашингтона
- Медаль Клода Бернара Монреальского университета
- Премия Альберта Эйнштейна Йешива Университета
- Премия Пола Хоча Американской ассоциации психопатологов[англ.][11]

Аксельрод был членом Американской академии искусств и наук (1971), Национальной академии наук США (1971), а также иностранным членом Лондонского королевского общества (1979).